# 17e régiment de tirailleurs sénégalais
Pour les articles homonymes, voir 17e régiment.
Le 17e régiment de tirailleurs sénégalais (17e RTS) est un régiment d'infanterie des troupes coloniales françaises. Créé en 1919 au Levant, il est dissous en 1944.

## Création et différentes dénominations
- 1919 : Création du 17e régiment de tirailleurs sénégalais à partir des :
  - 111e bataillon de tirailleurs sénégalais[réf. nécessaire]
  - 118e bataillon de tirailleurs sénégalais[réf. nécessaire]
  - 135e bataillon de tirailleurs sénégalais[réf. nécessaire]
  - 136e bataillon de tirailleurs sénégalais[réf. nécessaire]
- 1923: Renommé 17e régiment de tirailleurs coloniaux
- 1926: Redevient 17e régiment de tirailleurs sénégalais
- 1943 : devient 10e régiment de tirailleurs sénégalais le 16 mai puis nouvelle création du 17e régiment de tirailleurs sénégalais le 1er juin
- 1944: Devient 17e régiment colonial du génie

## Historique des garnisons, combats et batailles du17eRTS

### Entre-deux-guerres

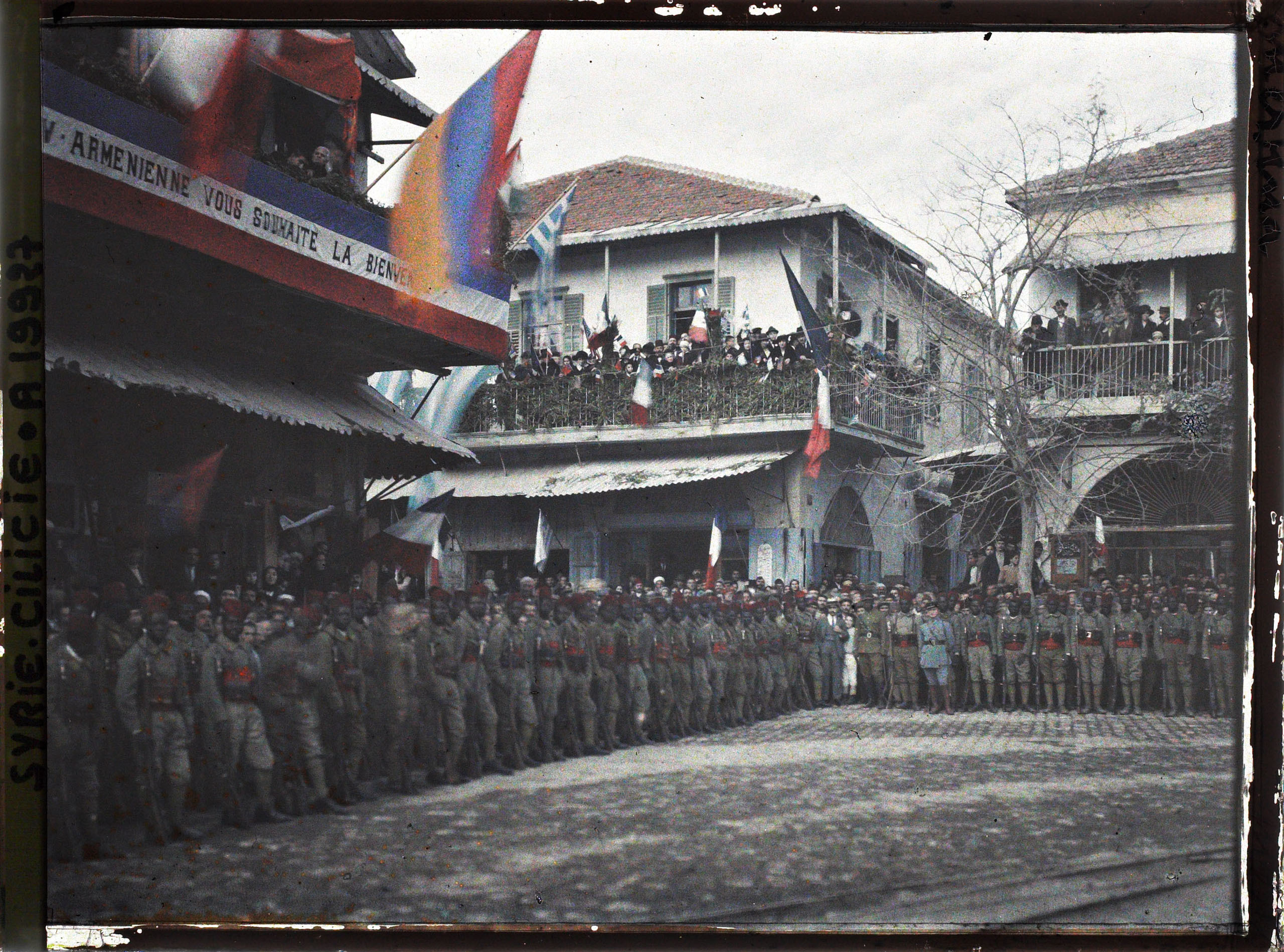
Tirailleurs du à Mersin en Cilicie, le 10/12/1919.

Le 17e RTS est créé le 1er avril 1919 en Algérie, à partir de trois bataillons, en garnison à Orléansville, Ténès et N'Tsila. Il est renforcé en septembre 1919 par un quatrième bataillon.
Le 17e RTS embarque à Bizerte le 11 novembre 1919 et débarque cinq jours plus tard à Mersin. Le régiment est chargé de relever les troupes britanniques stationnées en Cilicie. Il s'installe dans des postes d'Adana à l'Euphrate.
Début janvier 1920, le régiment opère dans la région d'Aïn-Tab. La colonne du commandant Corneloup (2e bataillon), en route vers Marasch, doit se dégager par la force près d'« El-Oglou » les 7 et 8 janvier et déplore 7 tués et 21 blessés. Le 2e bataillon du 17e RTS fait partie de la garnison d'Aïn-Tab au début du siège de la ville.
- 24 octobre 1921 - Acham[réf. souhaitée]
- 26 octobre 1921 - Bessireh[réf. souhaitée]

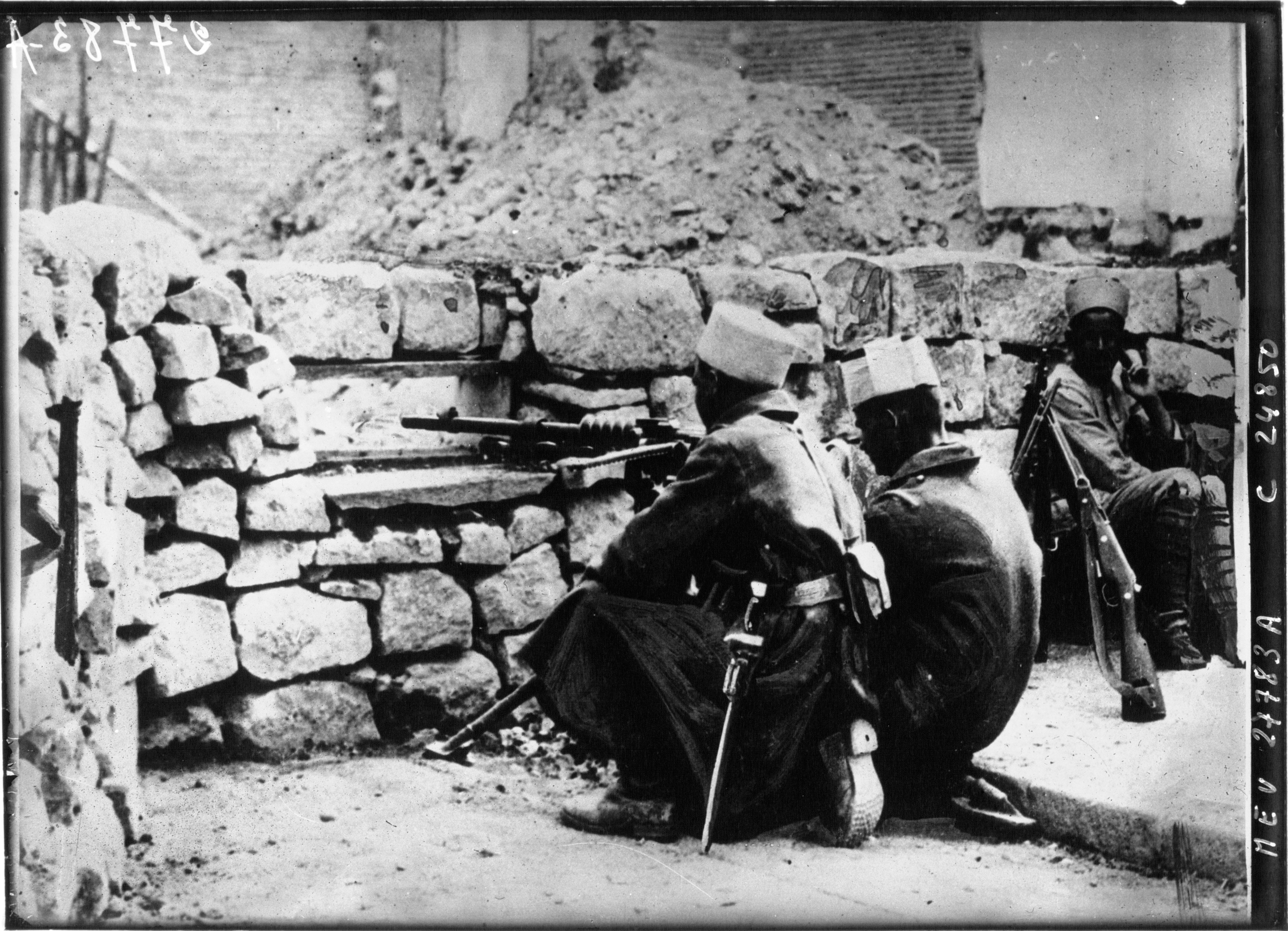
Tirailleurs sénégalais servant une mitrailleuse Hotchkiss modèle 1914 dans les rues de Damas, fin 1925.

Du 1er mai 1923 au 22 février 1926, le 17e RTS porte le nom de 17e régiment de tirailleurs coloniaux.
- 24 septembre 1924 - Dégagement de Soueïda[réf. souhaitée]

Des éléments du 2e bataillon du 17e RTS (II/17e RTS) subissent une embuscade le 20 août 1925 alors qu'il opèrent dans le djebel el-Druze et 68 tirailleurs sont tués ou blessés.
- 25 avril 1926 - Reprise de Soueïda[réf. souhaitée]

Le 17e RTS tient garnison à Tripoli puis à Beyrouth, Alep et Damas.
En 1927, il est renforcé par le bataillon de marche de tirailleurs sénégalais du Levant, qui devient le I/17e RTS. En juillet, le III/4e RTS devient le IV/17e RTS (dissous en février 1928).

### Seconde Guerre mondiale
Affecté à la 192e DI en 1939, il reste stationné en Syrie et participe à la campagne de Syrie de juin-juillet 1941 du côté du régime de Vichy.
Rapatrié en Afrique-Occidentale française, il est reconstitué en décembre 1941.
Les quelques éléments du 17e RTS et 24e régiment mixte colonial ralliés à la France Libre, permettent la création du bataillon de marche FFL numéro 11 (dédoublement du BM FFL numéro 1), mais quelques mutineries éclatent en février 1942 et nécessitent la dispersion d'une partie des hommes.
À la suite du débarquement allié en Afrique du Nord et le ralliement de l'AOF, le régiment est renommé 10e régiment de tirailleurs sénégalais le 16 mai 1943 (sauf le I/17e RTS qui subsiste et devient I/10e RTS le 1er août 1943). Le 17e RTS est recréé comme unité constituée le 1er juin.
Stationné à Thiès, il est incorporé le 5 septembre 1943 dans la nouvelle 10e division d'infanterie coloniale. Il est transféré en octobre 1943 à Meknès[réf. souhaitée] au Maroc. Après l'abandon de la mise sur pied de la 10e DIC faute de matériel américain en quantités suffisantes, le régiment devient une unité du génie et prend le nom de 17e régiment colonial du génie le 1er février 1944. C'est au sein de cette unité que les Sénégalais du 17e RTS dissous participent au débarquement de Provence et à la Libération de la France.

## Chefs de corps
- 1919 : colonel Debieuvre[1]
- 1941 : colonel Hoareau[11]

## Drapeau du régiment
Il porte dans ses plis les inscriptions suivantes:

## Insigne
Bustes d’africain et d’européen sur une rondache (symbole de la fraternité d'armes des combattants de l'unité), sur l'ancre des troupes coloniales.

## Personnalités ayant servi au17erégimentde tirailleurs sénégalais
- Charles N'Tchoréré (1896-1940), capitaine français,
- Raoul Salan (1899-1984), général français,
- Henri Muller (1900-1944), compagnon de la Libération,
- Jean-Louis Sourbieu (1903-1957), compagnon de la Libération,
- Jean Gaulmier (1905-1997), orientaliste français,
- Jean Trescases, (1916-1951), adjudant-chef français,
- Marcel Bigeard (1916-2010), général français.